# Hypocnemoides maculicauda
Hypocnemoides maculicauda là một loài chim trong họ Thamnophilidae.